# Sean Johnson (futebolista)
Sean Johnson (Lilburn, 31 de maio de 1989) é um futebolista estadunidense que atua como goleiro. Atualmente joga pelo Toronto FC.

## Títulos
New York City FC
- MLS Cup: 2021

Seleção Estadunidense
- Copa Ouro da CONCACAF: 2013, 2017 e 2021
- Liga das Nações da CONCACAF: 2022–23